# Franz Josef Jirka
Franz Josef Jirka (* im 19. oder 20. Jahrhundert; † 20. Jahrhundert) war ein deutscher Ingenieur und Architekt.

## Leben
Franz Josef Jirka hatte in der ersten Hälfte des 20. Jahrhunderts seinen Wohnsitz zumindest zeitweilig in Hannover, in der noch zur Zeit des Deutschen Kaiserreichs auch der Innenarchitekt Augustin Jirka wohnte und arbeitete, der 1911 für den von der Stadt für alle Künstler der damaligen Provinz Hannover den für Friedhöfe in Hannover ausgeschriebenen Wettbewerb Grabdenkmäler für Reihengräber einen zweiten Preis erhalten hatte.
Während der Weimarer Republik war der bereits diplomierte Ingenieur Jirka Mitarbeiter des Architekten und Hochschullehrers Paul Kanold, der seinerzeit ebenfalls in Hannover wohnte und mit dem er nach einem Architektenwettbewerb gemeinsam einen – 1927 von der Stadt Hannover angekauften – Entwurf für die Bebauung des damals städtischen Geländes in Kleefeld geliefert hatte.
1930 empfahl sich Franz Josef Jirka der Nachwelt mit dem gegenüber dem Parkhaus im Georgengarten in Hannover aufgestellten Denkmal für das Feldartillerie-Regiment Nr. 225 (FAR 225), eine Einheit aus der Zeit des Ersten Weltkriegs.
1934 stellte die Kleinwohnungsgesellschaft Herrenhausen als Bauherr einen Bauantrag für ein Wohnhaus, das unter der Bauleitung von Kanold und Jirka zur Ausführung gebracht werden sollte.

## Errichtung des Dorfes Düna

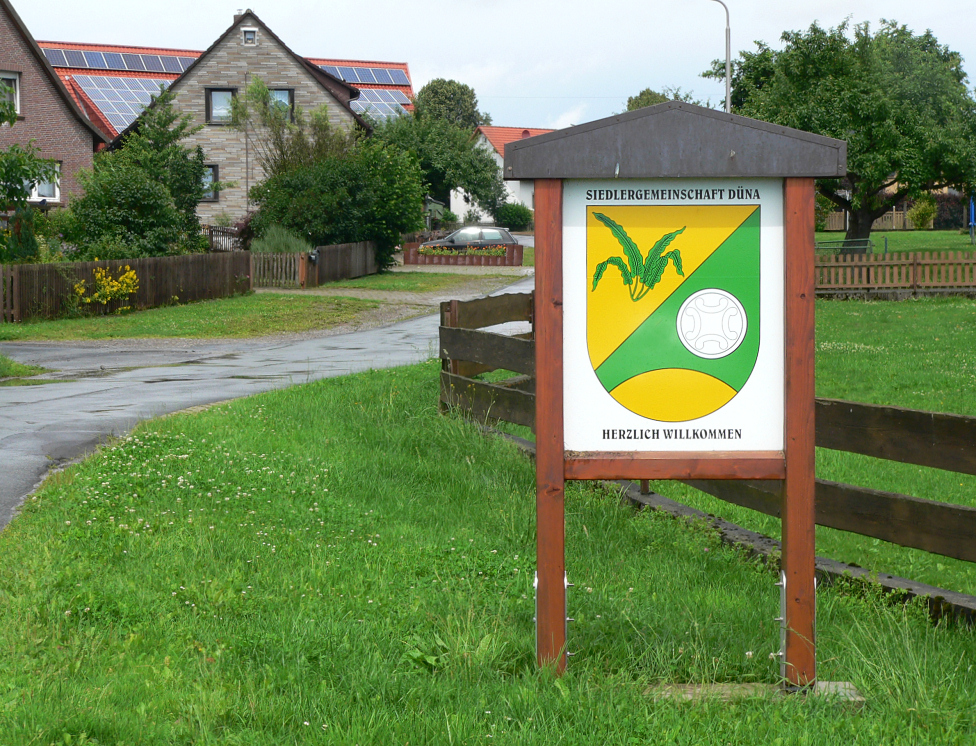
Ortsschild der „Siedlergemeinschaft Düna“;
Fotografie von Juni 2012

Ebenfalls Anfang der 1930er Jahre erwarb die Hannoversche Siedlungsgesellschaft eine ehemals staatliche Domäne bei Osterode am Harz und beauftragte Franz Josef Jirka mit dem Bau der „Harzer Neubauernsiedlung“ Düna: Der diplomierte Ingenieur schuf dort daraufhin bis 1936 auf einer in zehn verschiedene Bauernstellen geteilten Fläche von 350 Hektar für insgesamt 22 Bauernfamilien „eine neue Heimat“, indem er zehn Bauernhäuser vollständig neu errichtete sowie zwölf weitere Bauernstellen aus Um- und Zubauten schuf. Das schon zuvor vorhandene Gutshaus richtete er für zwei Familien ein und gestaltete den ehemaligen Pferdestall und die Wagenremise um. Aus den ehemaligen Kasernen für die Schnitter schuf er vier Bauernwohnungen, denen er neue Stallscheunen hinzufügte. Auch den Kuhstall sowie den Schweinezuchtstall der ehemaligen Staatsdomäne gestaltete Jirka zu je einer Bauernwohnung mit neu angebauter Scheune.
Während die ehemaligen Gutsgebäude Dünas weiterhin unter Putz blieben, hob der Siedlungs-Architekt 1935, als in der Zeit des Nationalsozialismus die agrarische Blut-und-Boden-Ideologie propagiert wurde, mit den Fronten und Giebeln seiner Neubauten die gewählte Fachwerk-Bauweise hervor. Die allerdings geschweißten Gefache wurden mit Backstein ausgemauert und mit Holzfaserplatten gedämmt. Das Holzwerk unter Pfannendach wurde mit dunklem Karbolineum überzogen. Wie schon zuvor in der Gegend üblich gestaltete Jirka in den Erdgeschossen zudem sogenannte „Ausluchten“, Erker, die beispielsweise zur Erweiterung der Küche dienten.
Bei seinen Neubauten orientierte sich Jirka an der überkommenen Bauweise für Bauernhäuser „nach niedersächsischer Art“ mit dem Wohnhaus, dem Stall und der Scheune unter einem einzigen Dach.
Für das als Siedlungsgemeinschaft konzipierte Dorf sah Jirka die schon vorhandenen Anlagen wie das alte Backhaus des Gutes als Gemeinschaftseinrichtung vor, so auch den in Fachwerkbauweise errichteten 9,5 Meter hohen Turm des Feuerspritzen-Hauses am Feuerteich. Auch die Schrotmühle und der Schuppen zum Dreschen sollte allen Bewohnern des neuen Dorfes zur Verfügung stehen. Rund 2 Kilometer von Düna entfernt wurde eine natürliche offene Quelle gestaut, um mittels natürlichem Gefälle das Wasser zum Hochbehälter zu führen und schließlich das Leitungsnetz jeden Hauses zu speisen.

## Werke

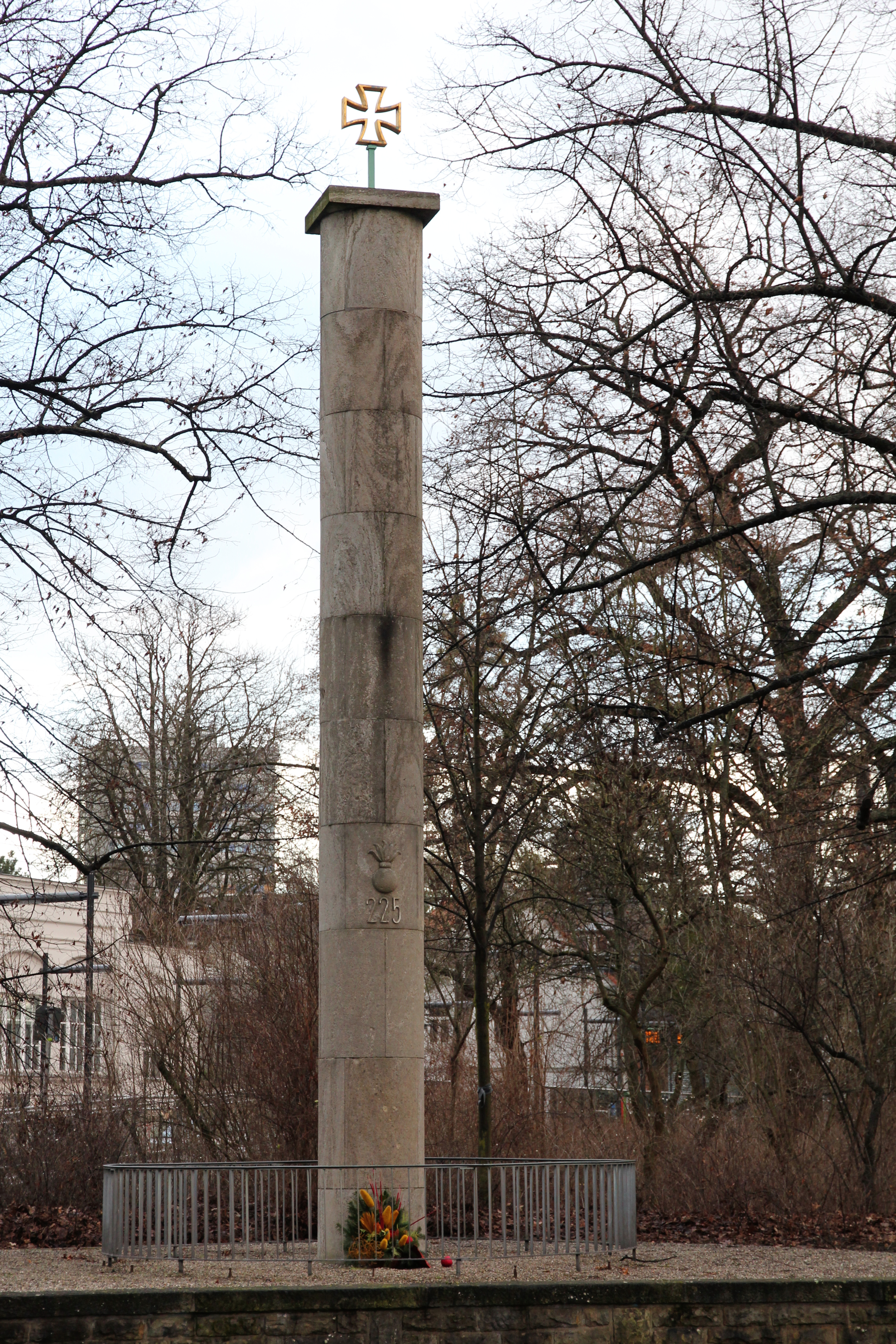
Denkmal für das Feldartillerie-Regiment 225 im Georgengarten

- 1930, Hannover, Georgengarten: Denkmal für das Feldartillerie-Regiment Nr. 225[9]
- um 1935–1936: Errichtung des Dorfes Düna auf dem Gelände der ehemaligen Staatsdomäne bei Osterode am Harz[1]

## Schriften
- Eine Harzer Neubauernsiedlung, mit Fotografie-Abdrucken, Ansichtszeichnungen und Grundrissen des neu errichteten Dorfes Düna. In: Deutsche Bauzeitung. Wochenschrift für nationale Baugestaltung, Bautechnik, Raumordnung und Städtebau, Bauwirtschaft, Baurecht, 21. September 1938, 72. Jahrgang, Heft 38 vom, S. B 1041–B 1042; Digitalisat (PDF; 6,5 MB) Schlesische Technische Universität (polnisch: Politechnika Śląska).